# Paradió
A paradió (Bertholletia excelsa) a hangavirágúak (Ericales) rendjébe, ezen belül a fazékfafélék (Lecythidaceae) családjába tartozó faj.
Nemzetségének egyetlen faja.

## Neve
Nemzetségének nevét Claude Louis Berthollet francia vegyészről kapta. Egyéb magyar nevei: brazildió, juviadió és amerikaidió.

## Előfordulása
A paradió előfordulási területe Dél-Amerika. A következő országokban és országrészekben található meg: Guyana, Suriname, Francia Guyana, Venezuela, Brazília, Kelet-Kolumbia, Kelet-Peru és Kelet-Bolívia. Az Amazonas, Rio Negro, Tapajós és Orinoco folyók partjain elterülő hatalmas erdők elszórt fája. Brazíliában illegális a fa kivágása, emiatt a paradió nem védett területeken is fellelhető, mint például emberek kertjeiben, utak szélén, parkokban.

## Megjelenése
A szóban forgó növényfaj az Amazonas esőerdejének egyik legnagyobb fája. A kifejlett példány átlagos magassága 50 méter, törzsének átmérője 1-2 méter között van. Az ágak általában csak a fa felső felétől kezdődnek és hatalmas lombkoronát alkotnak; sokszor más fákat takarnak el. A kérge szürkés színű és sima. A levél alakja az év során változik az egyszerű, sima szélűtől egészen a recésig. A száraz évszakban lombhullató. A levél 20-35 centiméter hosszú és 10-15 centiméter széles. A kis, zöldes-fehér virágai 5-10 centiméter magas virágzatokba tömörülnek. Mindegyik virágnak két részből álló, elhulló csészelevele, 6 egyenlőtlen méretű krémszínű pártája és számos, csomóba tömörülő porzólevele van.
Ez a hatalmas fa akár 500 évet is élhet, bár egyesek szerint az ezret is elérheti.

## Szaporodása
A paradió majdnem mindig csakis az érintetlen erdőkben hoz termést, mivel csak itt élnek a nagytestű Bombus, Centris, Epicharis, Eulaema és Xylocopa nembeli méhek. Ez a sok méhfaj különböző területeken az év különböző szakában segít a fának a megporzásban. Ezzel a fával létrehoztak ültetvényeket is, de a termés e mesterséges „erdőkben” igen szegényes, és gazdaságilag nem éri meg.
Megporzás után a termés csak 14 hónap után érik meg. A termés nagy, 10-15 centiméter átmérőjű, gömbölyű, csonthéjas tok, melyben 8-24 darab háromszög alakú és 4-5 centiméter hosszú mag található. A tok fás héja 8-12 milliméter vastag.
A tok egyik vége lyukas, ez segít az agutiknak (Dasyprocta) megkezdeni a termést. Az agutik megeszik a magok egy részét, a többit elássák későbbre, de nem mindig emlékeznek hogy hová; így akaratlanul is elültetik a magokat, amiből később fa nőhet. Ha az elültetett helyen nincs elég napfény, a kis növény évekig is várhat amíg kicsírázik. A kutatók megfigyelték, amint a csuklyásmajmok (Cebinae) kövek segítségével bontották fel a kemény toktermést.

## Felhasználása
Habár az egyik neve brazildió, a legtöbb paradiót Bolíviában gyűjtik be, körülbelül a világszintű termés 50%-át. Brazíliában 40%-ot és Peruban 10%-ot. 2000-ben e három ország becslések szerint 20 ezer tonna paradiót gyűjtött be. 1980-ban csak Brazíliában 40 ezer tonnát gyűjtöttek be. 1970-ben Brazília szerint az évi termés 104 487 tonna volt.
Mivel a szabad, érintetlen természetben jobban terem, a helybéli hatóságoknak megvan az oka, hogy védjék erdeiket, azonban a termések túlszedése nem engedi az új fák kialakulását; így a védelem ellenére a faj mégis veszélyben van.
A paradió a nemzetközi piacokon is jelen van, emiatt nagy nyomás van e fán. Magja fogyasztható; belőle olajat is nyernek. Az olaj szintén fogyasztható, továbbá órások, festők és a szépségipar termékeiben is felhasználható. A toktermésből dísztárgyakat készítenek. Habár a fő paradió termést hozó országokban illegális a fák kivágása, ennek ellenére az illegális fakitermelés jelentős mértékű.

## Termelése
2023-ban a paradiót 3 országban termesztették az éves termésmennyisége meghaladta a 75 ezer tonnát. 2013 és 2023 között a paradió termésmennyisége 74,2 ezer tonnáról 75,9 ezer tonnára (2,3%) nőtt.
A világ legnagyobb paradió termelői közé tartozik Brazília (46,6%), Bolívia (44,3%) és Peru (9,1%). Ezek az országok a 2023-as termelésük alapján az első három helyen álltak. 2023-ban Brazília az éves termés majd felét (46,6%) adta a világ paradió termelésének.
Legnagyobb exportáló országok Bolívia (49,2%), Peru (12%) és Brazília (11,1%), míg a legnagyobb importországok Hollandia (17,1%), Egyesült Államok (15,8%) és Németország (8,9%).
Magyarország nem termeszt paradiót, így az ország behozatalra szorul. Magyarország főleg Németországból (80%), Hollandiából (13,9%) és Szerbiából (1,9%) importál paradiót. A behozott paradió egy részét tovább értékesíti az ország, főleg Bosznia-Hercegovina (37,2%), Szlovákia (30,4%) és Szlovénia (12,8%) felé.

## Képek

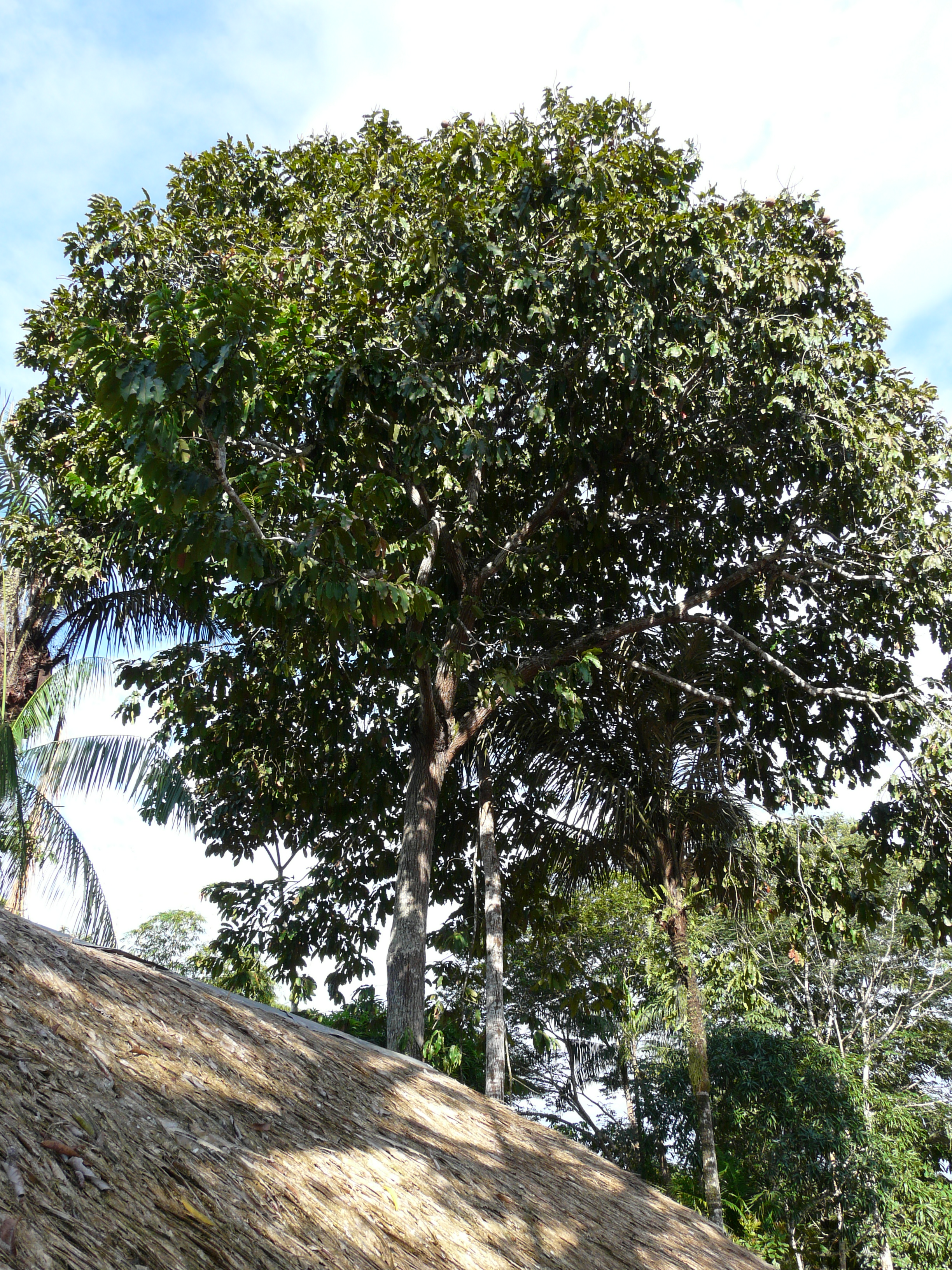
A fa
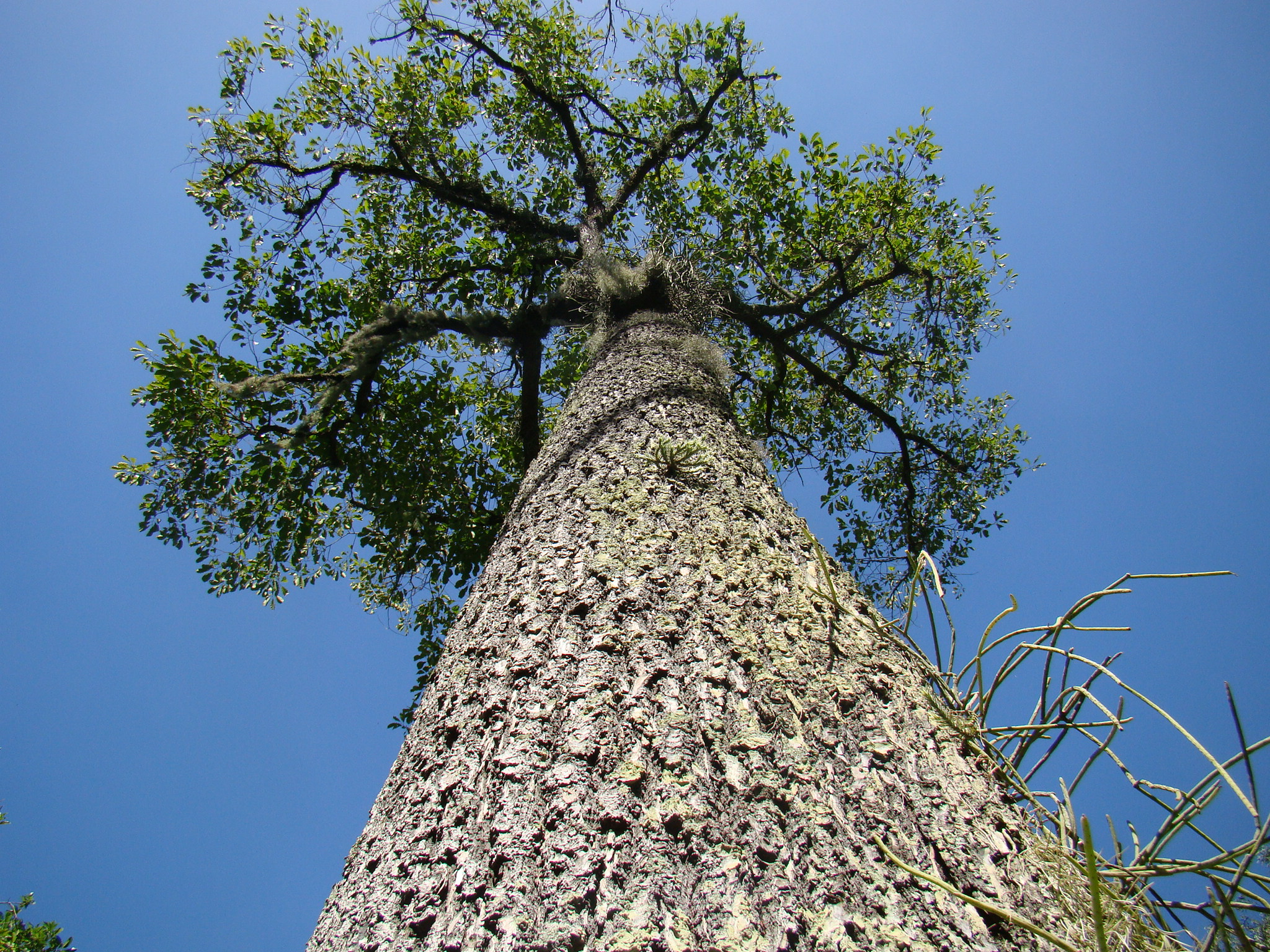
A törzse és kérge
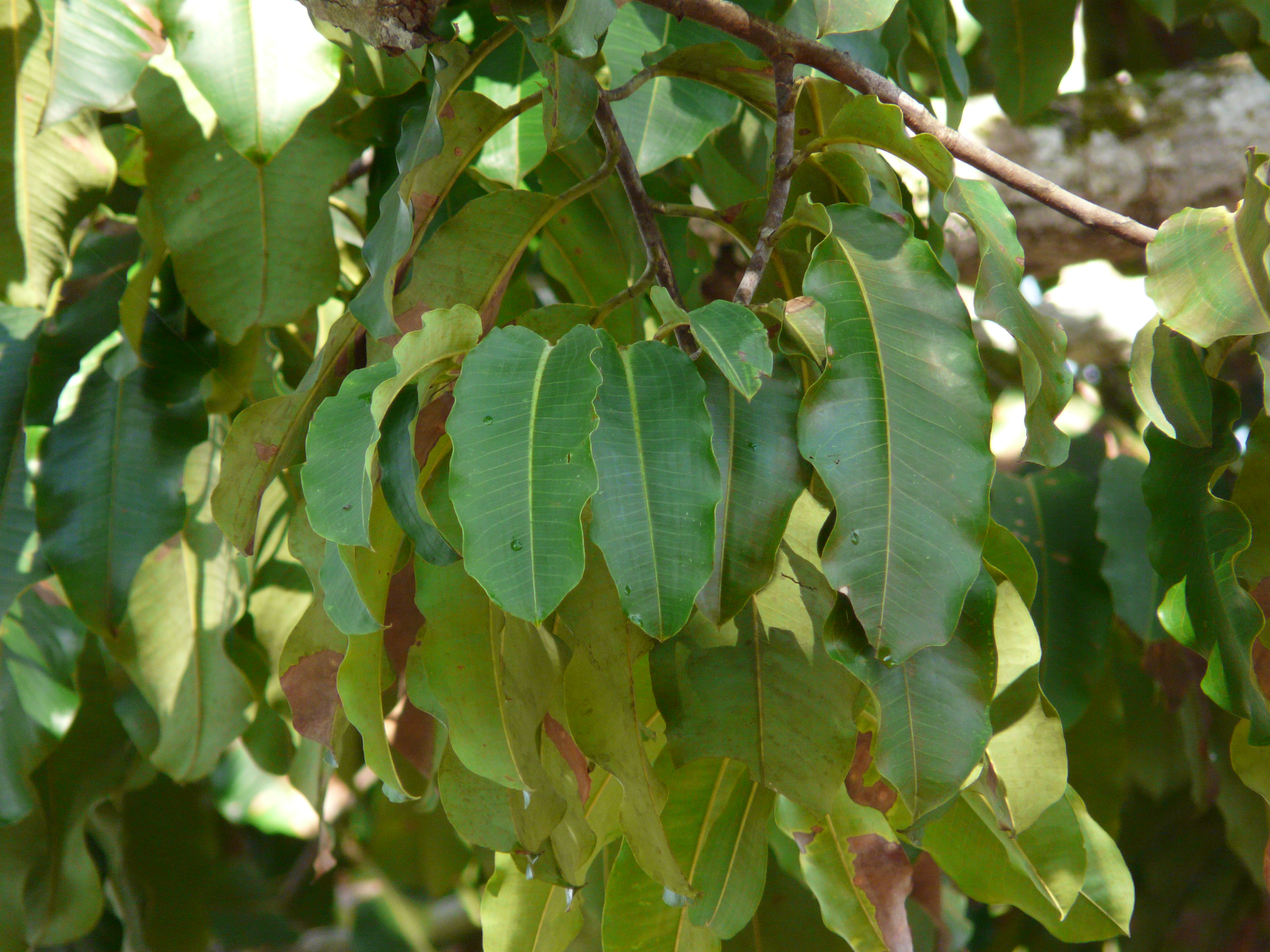
Levelei
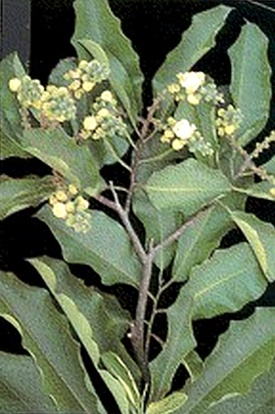
Virágzata
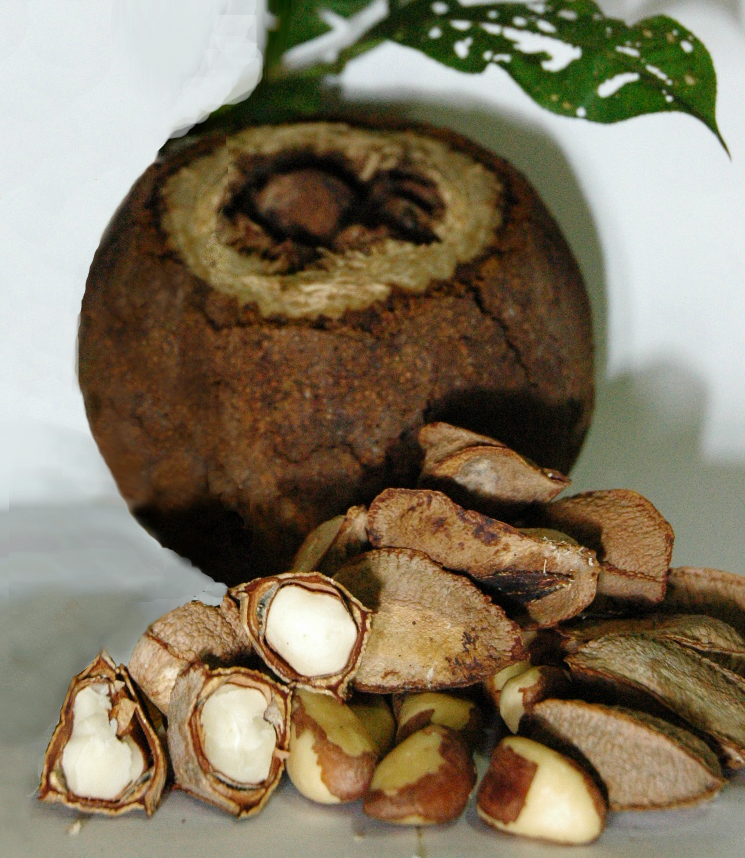
Termése
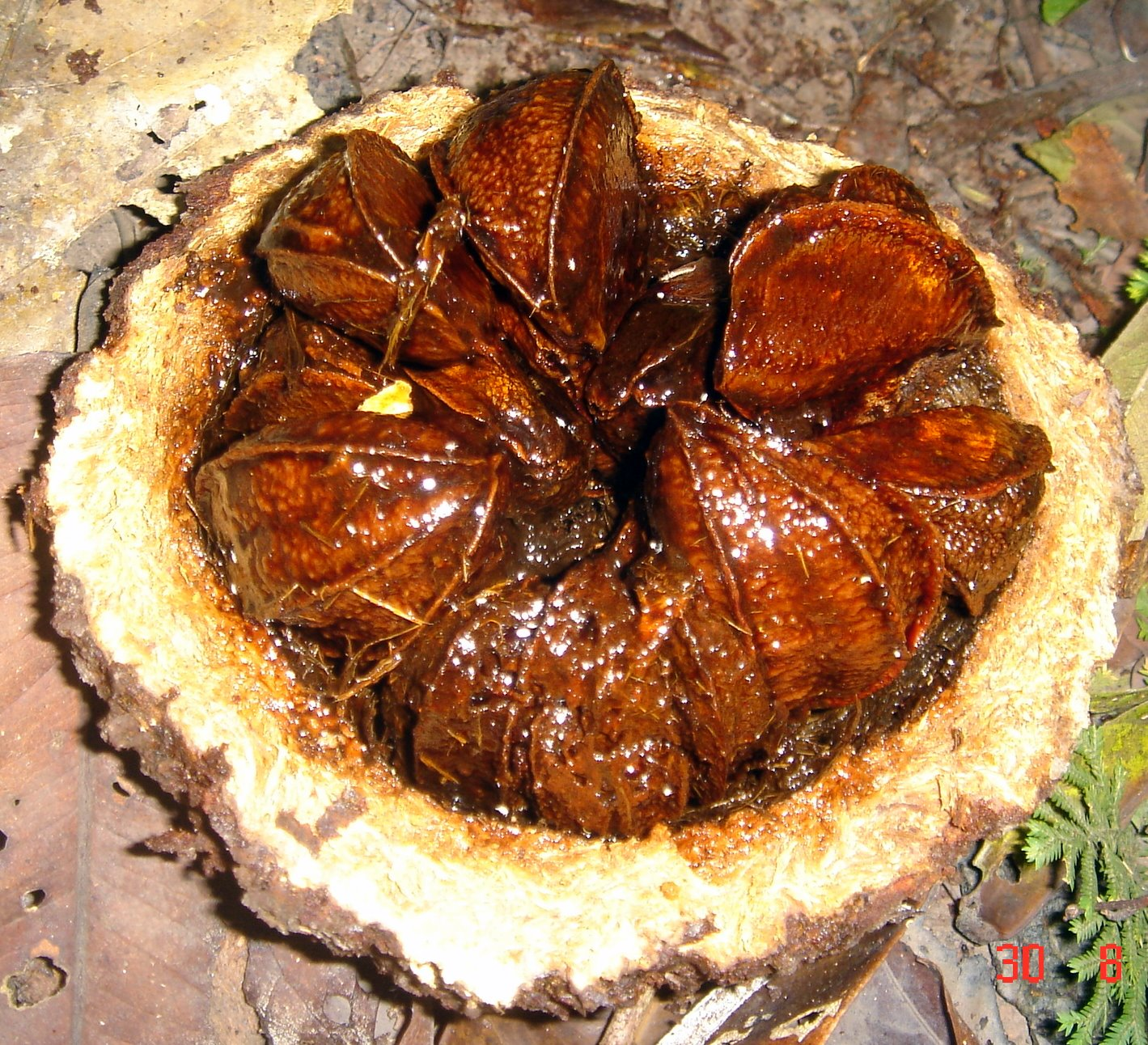
Termése magokkal
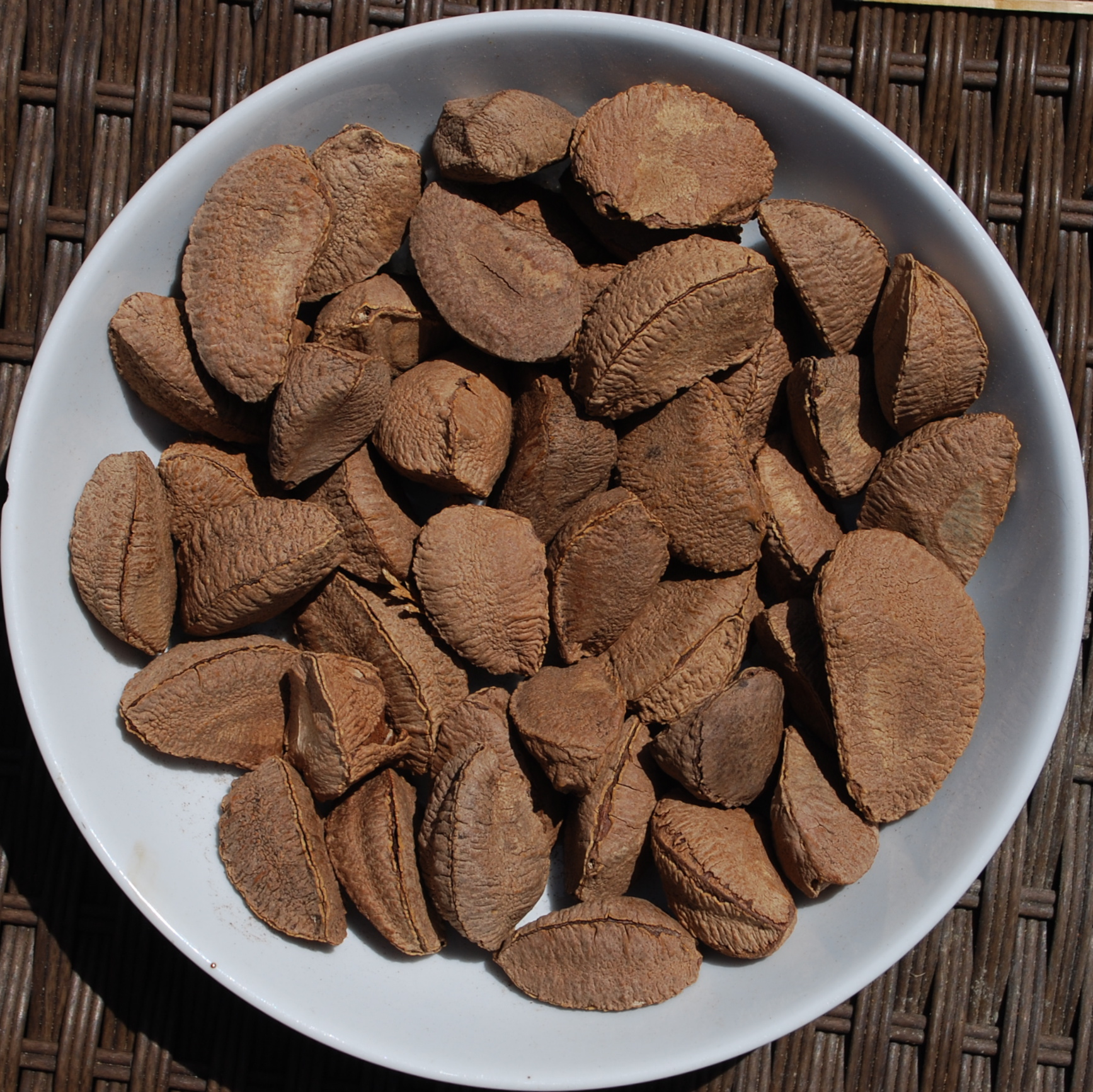
Magvai
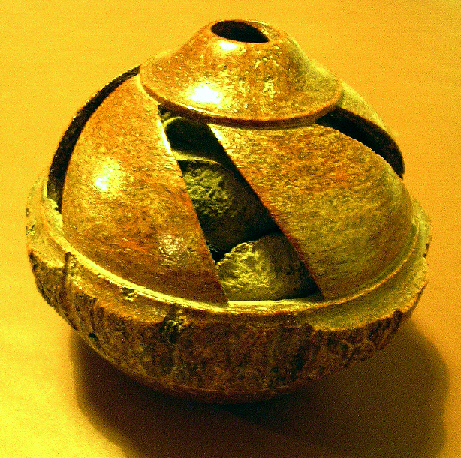
Dísztárgyként
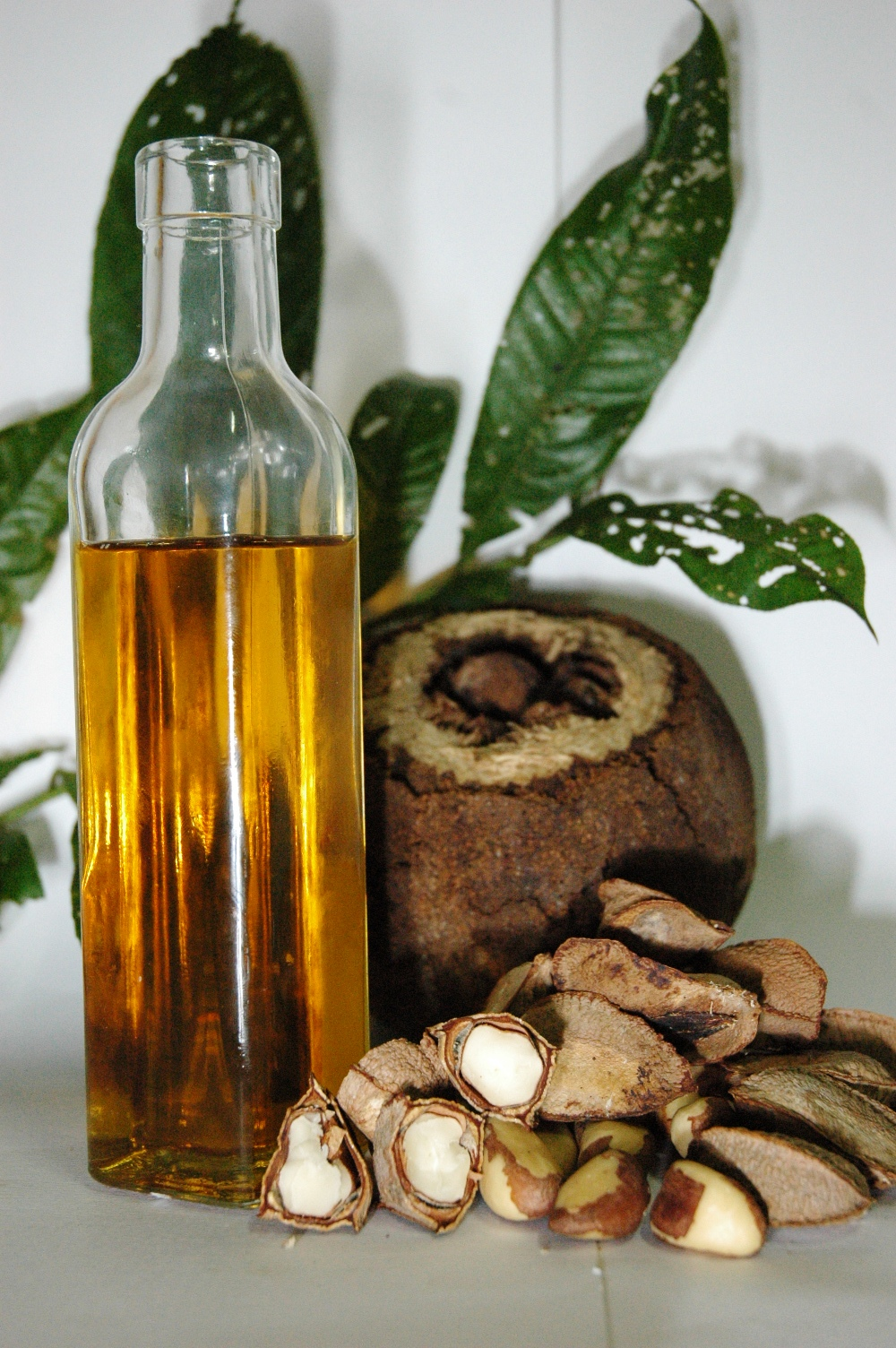
Olaja

## Fordítás
- Ez a szócikk részben vagy egészben  a   Brazil nut című angol Wikipédia-szócikk ezen változatának fordításán alapul.  Az eredeti cikk szerkesztőit annak laptörténete sorolja fel. Ez a jelzés csupán a megfogalmazás eredetét és a szerzői jogokat jelzi, nem szolgál a cikkben szereplő információk forrásmegjelöléseként.